# Liste der Naturdenkmale in Herrenberg
| Naturdenkmale | Anzahl |
| ------------- | ------ |
| FND           | 61     |
| END           | 34     |
| Gesamt        | 95     |

Die Liste der Naturdenkmale in Herrenberg nennt die verordneten Naturdenkmale (ND) der im baden-württembergischen Landkreis Böblingen liegenden Stadt Herrenberg. In Herrenberg gibt es insgesamt 95 als Naturdenkmal geschützte Objekte, davon 61 flächenhafte Naturdenkmale (FND) und 34 Einzelgebilde-Naturdenkmale (END).
Stand: 31. Oktober 2016.

## Flächenhafte Naturdenkmale (FND)
| Name                                                 | Bild           | Kennung     | Einzelheiten | Position | Fläche Hektar | Datum        |
| ---------------------------------------------------- | -------------- | ----------- | ------------ | -------- | ------------- | ------------ |
| Altbuchenhain u. Dolinenfeld Bei den Königsgräbern   | weitere Bilder | 81150210038 | Herrenberg   | ⊙        | 3,1           | 30. Mai 1994 |
| Altholzbestand Metzgerjörgen                         |                | 81150210076 | Herrenberg   | ⊙        | 0,3           | 30. Mai 1994 |
| Ammerquellen im Oberen Tal                           | weitere Bilder | 81150210022 | Herrenberg   | ⊙        | 1,6           | 30. Mai 1994 |
| Doline Alexanders Grund                              | weitere Bilder | 81150210061 | Herrenberg   | ⊙        | 0,2           | 30. Mai 1994 |
| Doline am Hesselbrunner Tal                          | weitere Bilder | 81150210036 | Herrenberg   | ⊙        | 0,1           | 30. Mai 1994 |
| Doline im Gültsteiner Häule                          | BW             | 81150210043 | Herrenberg   | ⊙        | 0,1           | 30. Mai 1994 |
| Doline im Hummelberg                                 |                | 81150210050 | Herrenberg   | ⊙        | 0,1           | 30. Mai 1994 |
| Doline im Moltenwald                                 | BW             | 81150210069 | Herrenberg   | ⊙        | 0,1           | 30. Mai 1994 |
| Doline im Neuen                                      | BW             | 81150210041 | Herrenberg   | ⊙        | 0,1           | 30. Mai 1994 |
| Doline im Roßhau                                     | BW             | 81150210030 | Herrenberg   | ⊙        | 0,1           | 30. Mai 1994 |
| Doline im Vorderen Brand                             | BW             | 81150210047 | Herrenberg   | ⊙        | 0,1           | 30. Mai 1994 |
| Doline im Wolfsgarten                                | BW             | 81150210027 | Herrenberg   | ⊙        | 0,1           | 30. Mai 1994 |
| Dolinenfeld Buchenwald (4 Dolinen)                   | BW             | 81150210042 | Herrenberg   | ⊙        | 0,9           | 30. Mai 1994 |
| Dolinenfeld im Hummelberg                            |                | 81150210052 | Herrenberg   | ⊙        | 1,2           | 30. Mai 1994 |
| Dolinenfeld Neuen (5 Dolinen)                        | BW             | 81150210039 | Herrenberg   | ⊙        | 0,8           | 30. Mai 1994 |
| Dolinenfeld Roßhau I (12 Dolinen)                    | BW             | 81150210028 | Herrenberg   | ⊙        | 0,4           | 30. Mai 1994 |
| Dolinenfeld Roßhau II (10 Dolinen)                   |                | 81150210029 | Herrenberg   | ⊙        | 0,8           | 30. Mai 1994 |
| Dolinenkette im Roßhau (18 Dolinen)                  |                | 81150210033 | Herrenberg   | ⊙        | 5,0           | 30. Mai 1994 |
| Dolinenkomplex Spitzhau (8 Dolinen)                  |                | 81150210024 | Herrenberg   | ⊙        | 2,4           | 30. Mai 1994 |
| Dolinenpaar Hummelberg                               |                | 81150210051 | Herrenberg   | ⊙        | 0,2           | 30. Mai 1994 |
| Dolinenpaar im Wolfsgarten                           | BW             | 81150210026 | Herrenberg   | ⊙        | 0,1           | 30. Mai 1994 |
| Ehemaliger Hohlweg Ziegelgraben                      |                | 81150210023 | Herrenberg   | ⊙        | 0,6           | 30. Mai 1994 |
| Feuchtbiotop Äußere Ebene                            |                | 81150210004 | Herrenberg   | ⊙        | 0,7           | 30. Mai 1994 |
| Feuchtbiotop Lindachtal                              |                | 81150210017 | Herrenberg   | ⊙        | 2,3           | 30. Mai 1994 |
| Gipsbruch Stauchhalde                                | weitere Bilder | 81150210078 | Herrenberg   | ⊙        | 0,7           | 30. Mai 1994 |
| Große Buche und Doline im Vorderen Brand             | BW             | 81150210048 | Herrenberg   | ⊙        | 0,1           | 30. Mai 1994 |
| Halbtrockenrasen Alter Rain                          |                | 81150210007 | Herrenberg   | ⊙        | 1,2           | 30. Mai 1994 |
| Halbtrockenrasen Gärtringer Tal                      | BW             | 81150210046 | Herrenberg   | ⊙        | 0,2           | 30. Mai 1994 |
| Halbtrockenrasen Gründle                             | BW             | 81150210034 | Herrenberg   | ⊙        | 0,3           | 30. Mai 1994 |
| Halbtrockenrasen und Gehölz Kuppinger Grund          |                | 81150210075 | Herrenberg   | ⊙        | 0,7           | 30. Mai 1994 |
| Irisstandort am Kayhertalsträßchen                   | BW             | 81150210094 | Herrenberg   | ⊙        | 0,4           | 30. Mai 1994 |
| Kalter Brunnen und Kaltes Tal                        |                | 81150210013 | Herrenberg   | ⊙        | 2,2           | 30. Mai 1994 |
| Königsbrünnele im Königsrain                         |                | 81150210011 | Herrenberg   | ⊙        | 0,0           | 30. Mai 1994 |
| Pflanzenstandort Klotzberg                           | BW             | 81150210082 | Herrenberg   | ⊙        | 0,1           | 30. Mai 1994 |
| Pflanzenstandort Kohlplatte                          | weitere Bilder | 81150210063 | Herrenberg   | ⊙        | 0,6           | 30. Mai 1994 |
| Pflanzenstandort Krummert / Ob dem Haldengraben      |                | 81150210074 | Herrenberg   | ⊙        | 2,6           | 30. Mai 1994 |
| Pflanzenstandort Moltscher                           | BW             | 81150210083 | Herrenberg   | ⊙        | 0,6           | 30. Mai 1994 |
| Pflanzenstandort Moltscherr                          | BW             | 81150210084 | Herrenberg   | ⊙        | 0,7           | 30. Mai 1994 |
| Pflanzenstandort Multen                              | BW             | 81150210092 | Herrenberg   | ⊙        | 1,2           | 30. Mai 1994 |
| Pflanzenstandort Obere Schenkert                     |                | 81150210062 | Herrenberg   | ⊙        | 0,4           | 30. Mai 1994 |
| Pflanzenstandort Präuschen                           |                | 81150210068 | Herrenberg   | ⊙        | 0,8           | 30. Mai 1994 |
| Pflanzenstandort Rohrbrunnen                         | BW             | 81150210095 | Herrenberg   | ⊙        | 0,4           | 30. Mai 1994 |
| Pflanzenstandort Rommele                             | BW             | 81150210057 | Herrenberg   | ⊙        | 1,0           | 30. Mai 1994 |
| Pflanzenstandort Röte                                |                | 81150210067 | Herrenberg   | ⊙        | 0,3           | 30. Mai 1994 |
| Pflanzenstandort Tränke                              |                | 81150210096 | Herrenberg   | ⊙        | 1,1           | 30. Mai 1994 |
| Pflanzenstandort Tränkle - Bei der Katermannshalde   |                | 81150210097 | Herrenberg   | ⊙        | 4,8           | 30. Mai 1994 |
| Pflanzenstandort Untere Schenkert                    |                | 81150210064 | Herrenberg   | ⊙        | 1,0           | 30. Mai 1994 |
| Pflanzenstandort Viehtrieb                           |                | 81150210066 | Herrenberg   | ⊙        | 0,9           | 30. Mai 1994 |
| Pflanzenstandort Waldwiesen                          |                | 81150210093 | Herrenberg   | ⊙        | 0,1           | 30. Mai 1994 |
| Pflanzenstandorte Viehtrieb und Linsenkapf           | weitere Bilder | 81150210065 | Herrenberg   | ⊙        | 0,6           | 30. Mai 1994 |
| Sandgrube Bei der Oberen Steige                      |                | 81150210087 | Herrenberg   | ⊙        | 0,4           | 30. Mai 1994 |
| Sandsteinbrüche Stellbergbrüche                      |                | 81150210012 | Herrenberg   | ⊙        | 2,4           | 30. Mai 1994 |
| Schilfsandsteinbruch Äußere Ebene                    |                | 81150210058 | Herrenberg   | ⊙        | 0,5           | 30. Mai 1994 |
| Schilfsandsteinbruch Kirchhalde                      |                | 81150210002 | Herrenberg   | ⊙        | 0,7           | 30. Mai 1994 |
| Steinbruch Rinkert                                   |                | 81150210090 | Herrenberg   | ⊙        | 0,1           | 30. Mai 1994 |
| Steinbruch Stelze                                    |                | 81150210081 | Herrenberg   | ⊙        | 0,6           | 30. Mai 1994 |
| Steinbruch u. Pflanzenstandort Oberer Buchgraben     |                | 81150210070 | Herrenberg   | ⊙        | 1,2           | 30. Mai 1994 |
| Steinbruch u. Pflanzenstandort Unterer Buchgraben    |                | 81150210071 | Herrenberg   | ⊙        | 1,9           | 30. Mai 1994 |
| Stufenrain m. Halbtrockenrasen u. Hecken GanzerStock | BW             | 81150210035 | Herrenberg   | ⊙        | 0,5           | 30. Mai 1994 |
| Vogelschutzgehölz Haldengraben                       | BW             | 81150210073 | Herrenberg   | ⊙        | 0,3           | 30. Mai 1994 |
| Zeppelineiche u. Feuchtbiotop Bei d.Oberen Steige    |                | 81150210086 | Herrenberg   | ⊙        | 0,2           | 30. Mai 1994 |
| Legende für Naturdenkmal                             |                |             |              |          |               |              |

## Einzelgebilde (END)
| Name                                                | Bild | Kennung     | Einzelheiten                                                                              | Position | Fläche Hektar | Datum        |
| --------------------------------------------------- | ---- | ----------- | ----------------------------------------------------------------------------------------- | -------- | ------------- | ------------ |
| Alte Forche am alten Rain                           | BW   | 81150210006 | Herrenberg                                                                                | ⊙        | 0,0           | 30. Mai 1994 |
| Birnbaum an der Kuppinger Straße                    |      | 81150210054 | Herrenberg Baum am angegeben Standort nicht mehr vorhanden.                               | ⊙        | 0,0           | 30. Mai 1994 |
| Birnbaum im Gärtringer Tal                          | BW   | 81150210045 | Herrenberg                                                                                | ⊙        | 0,0           | 30. Mai 1994 |
| Eiche am alten Rain                                 | BW   | 81150210005 | Herrenberg                                                                                | ⊙        | 0,0           | 30. Mai 1994 |
| Eiche am roten Meer                                 |      | 81150210001 | Herrenberg                                                                                | ⊙        | 0,0           | 30. Mai 1994 |
| Eiche im Neuen                                      |      | 81150210040 | Herrenberg                                                                                | ⊙        | 0,0           | 30. Mai 1994 |
| Eiche im Pflugspitz                                 |      | 81150210018 | Herrenberg                                                                                | ⊙        | 0,0           | 30. Mai 1994 |
| Feldahorn am Königsrain, genannt Massholder         |      | 81150210010 | Herrenberg                                                                                | ⊙        | 0,0           | 30. Mai 1994 |
| Friedenslinde an den Neuwiesen                      |      | 81150210031 | Herrenberg                                                                                | ⊙        | 0,0           | 30. Mai 1994 |
| Jägereiche am Hummelberg                            |      | 81150210053 | Herrenberg                                                                                | ⊙        | 0,0           | 30. Mai 1994 |
| Linde am Knopfer                                    |      | 81150210085 | Herrenberg                                                                                | ⊙        | 0,0           | 30. Mai 1994 |
| Linde an der Kohlplatte                             |      | 81150210032 | Herrenberg                                                                                | ⊙        | 0,0           | 30. Mai 1994 |
| Linde auf dem Friedhof                              |      | 81150210089 | Herrenberg                                                                                | ⊙        | 0,0           | 30. Mai 1994 |
| Ludwigseiche - Bei der Oberen Steige                |      | 81150210088 | Herrenberg                                                                                | ⊙        | 0,0           | 30. Mai 1994 |
| Mostbirnbaum an den Spitalwiesen                    |      | 81150210056 | Herrenberg                                                                                | ⊙        | 0,0           | 30. Mai 1994 |
| Rotbuche am Alten Rain                              | BW   | 81150210008 | Herrenberg                                                                                | ⊙        | 0,0           | 30. Mai 1994 |
| Urenkeleiche auf der Platte                         |      | 81150210079 | Herrenberg                                                                                | ⊙        | 0,0           | 30. Mai 1994 |
| Vierstämmige Buche - Äußere Ebene                   |      | 81150210059 | Herrenberg                                                                                | ⊙        | 0,0           | 30. Mai 1994 |
| Weißtanne im Hummelberg                             | BW   | 81150210049 | Herrenberg                                                                                | ⊙        | 0,0           | 30. Mai 1994 |
| Winterlinde u. Sommerlinde an der Gültsteinerstraße | BW   | 81150210020 | Herrenberg                                                                                | ⊙        | 0,0           | 30. Mai 1994 |
| Zweistämmige Eiche an der Inneren Ebene             |      | 81150210003 | Herrenberg                                                                                | ⊙        | 0,0           | 30. Mai 1994 |
| Zwillingsbuche im Großen Hau                        |      | 81150210037 | Herrenberg                                                                                | ⊙        | 0,0           | 30. Mai 1994 |
| 11 Buchen-Stelze (11-stämmige Buche)                |      | 81150210080 | Herrenberg                                                                                | ⊙        | 0,0           | 30. Mai 1994 |
| 12 Buchen bei den 12 Buchen (8-stämmige Buche)      | BW   | 81150210016 | Herrenberg                                                                                | ⊙        | 0,0           | 30. Mai 1994 |
| 12 Buchen im Wolfsgarten                            | BW   | 81150210025 | Herrenberg                                                                                | ⊙        | 0,0           | 30. Mai 1994 |
| 13 Buchen im Hagenhäule (10-stämmige Buche)         |      | 81150210014 | Herrenberg                                                                                | ⊙        | 0,0           | 30. Mai 1994 |
| 2 Linden am Friedhof Haslach                        |      | 81150210072 | Herrenberg                                                                                | ⊙        | 0,0           | 30. Mai 1994 |
| 2 Linden an der Kuppinger Str.                      |      | 81150210055 | Herrenberg                                                                                | ⊙        | 0,0           | 30. Mai 1994 |
| 24 Buchen am Sommenrain (18stämmige Buche)          |      | 81150210015 | Herrenberg                                                                                | ⊙        | 0,0           | 30. Mai 1994 |
| 3 Linden an der Sulzer Straße                       |      | 81150210044 | Herrenberg                                                                                | ⊙        | 0,0           | 30. Mai 1994 |
| 4 Linden an der Gültsteiner Mühle                   |      | 81150210077 | Herrenberg                                                                                | ⊙        | 0,0           | 30. Mai 1994 |
| 4 Linden Rinkert                                    |      | 81150210091 | Herrenberg ND existiert nicht mehr (Zusammenbruch und Notfällungen Ende der 1990er Jahre) | ⊙        | 0,0           | 30. Mai 1994 |
| 4 Winterlinden am oberen alten Kirchhofweg          | BW   | 81150210021 | Herrenberg                                                                                | ⊙        | 0,0           | 30. Mai 1994 |
| 7 Buchen im Winterrain (7-stämmige Buchen)          |      | 81150210019 | Herrenberg ND existiert nicht mehr (Orkan Lothar)                                         | ⊙        | 0,0           | 30. Mai 1994 |
| Legende für Naturdenkmal                            |      |             |                                                                                           |          |               |              |